# Ta-Merrian
Le Ta-Merrian est une lutte égyptienne basée sur les mouvements des animaux de totem et sur les danses spirituelles.